# マザマ属
マザマ属（マザマぞく、Mazama）は、哺乳綱鯨偶蹄目シカ科ノロ亜科の属。中南米に分布する。枝角が退化して小さくなっている種が多い。

## 種
和名は川田ほか（2018）による。
- M. americana - アカマザマ
- M. bororo - ボロロマザマ
- M. bricenii - ブライセンマザマ
- M. chunyi - コビトマザマ
- M. gouazoubira - ハイイロマザマ
- M. nana – ナナマザマ
- M. nemorivaga
- M. pandora – パンドラマザマ
- M. rufina – ヒメアカマザマ
- M. temama – テマママザマ
- M. tienhoveni